# Macedónia a 2004. évi nyári olimpiai játékokon
Macedónia a görögországi Athénban megrendezett 2004. évi nyári olimpiai játékok egyik részt vevő nemzete volt. Az országot az olimpián 5 sportágban 10 sportoló képviselte, akik érmet nem szereztek.

## Atlétika
Férfi

| Versenyző        | Versenyszám | Előfutam | Előfutam | Előfutam | Elődöntő | Elődöntő | Elődöntő | Döntő   | Döntő    |
| Versenyző        | Versenyszám | Idő      | Hely.    | Össz.    | Idő      | Hely.    | Össz.    | Idő     | Helyezés |
| ---------------- | ----------- | -------- | -------- | -------- | -------- | -------- | -------- | ------- | -------- |
| Vancso Sztojanov | 800 m       | 1:49,02  | 7.       | 58.      | kiesett  | kiesett  | kiesett  | kiesett | kiesett  |

Női

| Versenyző              | Versenyszám | Előfutam | Előfutam | Előfutam | Negyeddöntő | Negyeddöntő | Negyeddöntő | Elődöntő | Elődöntő | Elődöntő | Döntő   | Döntő    |
| Versenyző              | Versenyszám | Idő      | Hely.    | Össz.    | Idő         | Hely.       | Össz.       | Idő      | Hely.    | Össz.    | Idő     | Helyezés |
| ---------------------- | ----------- | -------- | -------- | -------- | ----------- | ----------- | ----------- | -------- | -------- | -------- | ------- | -------- |
| Alekszandra Vojnevszka | 100 m       | 12,15    | 6.       | 48.      | kiesett     | kiesett     | kiesett     | kiesett  | kiesett  | kiesett  | kiesett | kiesett  |

## Birkózás

### Férfi
Szabadfogású

| Versenyző         | Versenyszám | Csoportkör                                                                | Csoportkör | Negyeddöntő       | Elődöntő          | Bronz- mérkőzés   | Döntő             | Helyezés |
| Versenyző         | Versenyszám | Ellenfél Eredmény                                                         | Hely.      | Ellenfél Eredmény | Ellenfél Eredmény | Ellenfél Eredmény | Ellenfél Eredmény | Helyezés |
| ----------------- | ----------- | ------------------------------------------------------------------------- | ---------- | ----------------- | ----------------- | ----------------- | ----------------- | -------- |
| Szihamir Oszmanov | 74 kg       | G csoport · Krystian Brzozowski (POL) · 0-4 · Nikolaj Paszlar (BUL) · 1-3 | 3.         | kiesett           | kiesett           | kiesett           | kiesett           | 17.      |
| Mogamed Ibragimov | 84 kg       | F csoport · Mun Idzse (KOR) · 0-4 · Miroszlav Gocsev (BUL) · 2-4          | 3.         | kiesett           | kiesett           | kiesett           | kiesett           | 19.      |

## Kajak-kenu

### Szlalom
Férfi

| Versenyző       | Versenyszám | Selejtező | Selejtező | Selejtező | Selejtező | Selejtező  | Selejtező  | Elődöntő | Elődöntő | Döntő   | Döntő   | Összesítés | Összesítés |
| Versenyző       | Versenyszám | 1. futam  | 1. futam  | 2. futam  | 2. futam  | Összesítés | Összesítés | Elődöntő | Elődöntő | Döntő   | Döntő   | Összesítés | Összesítés |
| Versenyző       | Versenyszám | Pont      | Hely.     | Pont      | Hely.     | Pont       | Hely.      | Pont     | Hely.    | Pont    | Hely.   | Pont       | Helyezés   |
| --------------- | ----------- | --------- | --------- | --------- | --------- | ---------- | ---------- | -------- | -------- | ------- | ------- | ---------- | ---------- |
| Lazar Popovszki | Kajak egyes | 96,92     | 8.        | 96,14     | 6.        | 193,06     | 6.         | 100,80   | 16.      | kiesett | kiesett | kiesett    | kiesett    |

## Sportlövészet
Női

| Versenyző    | Versenyszám           | Selejtező | Selejtező | Döntő   | Döntő    |
| Versenyző    | Versenyszám           | Pont      | Helyezés  | Pont    | Helyezés |
| ------------ | --------------------- | --------- | --------- | ------- | -------- |
| Divna Pesikj | Légpuska              | 368       | 44.       | kiesett | kiesett  |
| Divna Pesikj | Sportpuska, összetett | 555       | 32.*      | kiesett | kiesett  |

* - egy másik versenyzővel azonos eredményt ért el

## Úszás
Férfi

| Versenyző                 | Versenyszám    | Előfutam | Előfutam | Előfutam | Elődöntő | Elődöntő | Elődöntő | Döntő   | Döntő    |
| Versenyző                 | Versenyszám    | Idő      | Hely.    | Össz.    | Idő      | Hely.    | Össz.    | Idő     | Helyezés |
| ------------------------- | -------------- | -------- | -------- | -------- | -------- | -------- | -------- | ------- | -------- |
| Alekszandar Malenko       | 200 m gyors    | 1:53,00  | 1.       | 35.*     | kiesett  | kiesett  | kiesett  | kiesett | kiesett  |
| Alekszandar Miladinovszki | 200 m vegyes   | 2:07,39  | 3.       | 38.      | kiesett  | kiesett  | kiesett  | kiesett | kiesett  |
| Alekszandar Miladinovszki | 100 m pillangó | 55,71    | 5.       | 45.      | kiesett  | kiesett  | kiesett  | kiesett | kiesett  |
| Zoran Lazarovszki         | 200 m pillangó | 2:02,26  | 4.       | 27.      | kiesett  | kiesett  | kiesett  | kiesett | kiesett  |

Női

| Versenyző            | Versenyszám    | Előfutam | Előfutam | Előfutam | Elődöntő | Elődöntő | Elődöntő | Döntő   | Döntő    |
| Versenyző            | Versenyszám    | Idő      | Hely.    | Össz.    | Idő      | Hely.    | Össz.    | Idő     | Helyezés |
| -------------------- | -------------- | -------- | -------- | -------- | -------- | -------- | -------- | ------- | -------- |
| Veszna Sztojanovszka | 200 m gyors    | 2:04,64  | 2.       | 34.      | kiesett  | kiesett  | kiesett  | kiesett | kiesett  |
| Veszna Sztojanovszka | 400 m gyors    | 4:19,39  | 4.       | 27.      |          |          |          | kiesett | kiesett  |
| Veszna Sztojanovszka | 200 m pillangó | 2:16,51  | 8.       | 26.      |          |          |          | kiesett | kiesett  |

* - egy másik versenyzővel azonos időt ért el